# Глюїно
Глюїно (символ
g͂) — гіпотетичний суперсиметричний партнер глюона в теорії суперсиметрії.
У суперсиметричних теоріях глюїно є ферміонами Майорани, які використовують сильну взаємодію як кольоровий октет. Глюїно мають лептонне число 0, баріонне число 0 і спін 1/2.
В ході експериментів глюїно були одними з найбільш перспективних суперсиметричних частинок-кандидатів для відкриття, оскільки імовірність їх створення при зіткненнях в адронних колайдерах високих енергій, таких як Теватрон і Великий адронний колайдер (ВАК), була найвищою серед суперсиметричних частинок. Експериментальні сигнатури, як правило, являють собою створені парою глюїно та їх каскадний розпад. У моделях суперсиметрії, які зберігають R-парність, глюїно зрештою розпадаються на невиявлену найлегшу суперсиметричну частинку з багатьма кварками (у вигляді адронного струменю) і калібрувальними бозонами стандартної моделі або бозонами Хіггса. У сценаріях порушення R-парності глюїно можуть або швидко розпадатися на кілька струменів, або існувати довго, залишаючи при цьому аномальні ознаки «зміщених вершин розпаду» від точки взаємодії, де вони генеруються.
Досі не спостерігалося жодних ознак глюїно. Експерименти на ВАК (ATLAS/CMS) дали змогу виключити найбільший діапазон мас глюїно — від мінімуму 1 ТеВ до максимуму 2 ТеВ.